# فينتشا
فينتشا (Винча) هي ضاحية بلغراد عاصمة صربيا.
يبلغ عدد سكانها حوالي 6,214 نسمة.